# La Bastide-de-Sérou (tổng)
Tổng La Bastide-de-Sérou là một tổng của Pháp nằm ở tỉnh Ariège trong vùng Occitanie.
Tổng này được tổ chức xung quanh La Bastide-de-Sérou ở quận Foix. Độ cao biến thiên từ 335 m (Durban-sur-Arize) đến 1 615 m (Sentenac-de-Sérou) với độ cao trung bình là 554 m.

## Hành chính
| Giai đoạn | Ủy viên        | Đảng | Tư cách |
| --------- | -------------- | ---- | ------- |
| 2008-2014 | André Rouch    | PS   |         |
| 2001-2008 | André Rouch    | PS   |         |
| 1998-2001 | André Rouch    | PS   |         |
| 1994-1998 | Henri Nayrou   | PS   |         |
| 1988-1994 | Henri Nayrou   | PS   |         |
| 1983-1988 | Henri Nayrou   | PS   |         |
| 1982-1983 | Jean Nayrou    | PS   |         |
| 1945-1982 | Gustave Pedoya | PS   |         |

## Các đơn vị hành chính
Tổng Bastide-de-Sérou bao gồm 13 xã với dân số 1 947 người (điều tra năm 1999, dân số không tính trùng).
| Xã                  | Dân số | Mã bưu chính | Mã insee |
| ------------------- | ------ | ------------ | -------- |
| Aigues-Juntes       | 49     | 09240        | 09001    |
| Allières            | 65     | 09240        | 09007    |
| Alzen               | 163    | 09240        | 09009    |
| La Bastide-de-Sérou | 907    | 09240        | 09042    |
| Cadarcet            | 215    | 09240        | 09071    |
| Durban-sur-Arize    | 135    | 09240        | 09108    |
| Larbont             | 47     | 09240        | 09154    |
| Montagagne          | 57     | 09240        | 09196    |
| Montels             | 124    | 09240        | 09203    |
| Montseron           | 66     | 09240        | 09212    |
| Nescus              | 61     | 09240        | 09216    |
| Sentenac-de-Sérou   | 41     | 09240        | 09292    |
| Suzan               | 17     | 09240        | 09304    |

## Thông tin nhân khẩu
| 1962                                                     | 1968  | 1975  | 1982  | 1990  | 1999  |
| -------------------------------------------------------- | ----- | ----- | ----- | ----- | ----- |
| 1 659                                                    | 1 985 | 1 805 | 1 814 | 1 795 | 1 947 |
| Nombre retenu à partir de 1962 : dân số không tính trùng |       |       |       |       |       |